# Basis (Topologie)
Eine Basis ist in der mengentheoretischen Topologie, einer Grundlagendisziplin der Mathematik, ein Mengensystem von offenen Mengen mit gewissen Eigenschaften. Über Basen lassen sich topologische Räume einfach definieren und klassifizieren. So erfüllen topologische Räume, die abzählbare Basen haben, das zweite Abzählbarkeitsaxiom. Sie können im topologischen Sinn als „klein“ gelten.

## Definition
Gegeben sei ein topologischer Raum {\displaystyle (X,{\mathcal {O}})}, also eine Menge {\displaystyle X} und ein Mengensystem aus offenen Mengen {\displaystyle {\mathcal {O}}}. Es gelte die Konvention
{\displaystyle \bigcup _{i\in \emptyset }M_{i}=\emptyset }
Eine Menge {\displaystyle {\mathcal {B}}\subset {\mathcal {O}}} heißt eine Basis der Topologie, wenn sich jede offene Menge {\displaystyle O} als Vereinigung beliebig vieler Mengen aus {\displaystyle {\mathcal {B}}} schreiben lässt.

## Beispiele
Für jeden beliebigen topologischen Raum {\displaystyle (X,{\mathcal {O}})} bildet die Topologie selbst eine Basis
{\displaystyle {\mathcal {B}}_{1}={\mathcal {O}}}.
Für die triviale Topologie {\displaystyle {\mathcal {O}}:=\{X,\emptyset \}} ist
{\displaystyle {\mathcal {B}}_{2}:=\{X\}}
eine Basis. Dies folgt aus der oben angeführten Konvention über die Vereinigung über eine leere Indexmenge.
Für die diskrete Topologie {\displaystyle {\mathcal {O}}:={\mathcal {P}}(X)} bilden die Punktmengen eine Basis:
{\displaystyle {\mathcal {B}}_{3}:=\{\{x\}\mid x\in X\}}
Die natürliche Topologie auf {\displaystyle \mathbb {R} } besitzt (per Definition) die Basis
{\displaystyle {\mathcal {B}}_{4}=\{(a,b)\subset \mathbb {R} \mid a,b\in \mathbb {R} \}}.
Ebenso besitzt die natürliche Topologie auf einem metrischen Raum {\displaystyle (X,d)} (per Definition) die Basis
{\displaystyle {\mathcal {B}}_{5}=\{B_{r}(x)\mid r>0,\;x\in X\}}.
Hierbei ist
{\displaystyle B_{r}(x)=\{y\in X\mid d(y,x)<r\}}
die offene Kugel um {\displaystyle x} mit Radius {\displaystyle r}.

## Eigenschaften
Eine Basis eines topologischen Raumes ist nicht eindeutig bestimmt. Dies wird an der Basis für die diskrete Topologie klar: Hier sind einerseits die Punktmengen bereits ausreichend, um eine Basis zu bilden. Andererseits bildet nach dem ersten Beispiel die gesamte Topologie eine Basis, in diesem Falle die Potenzmenge. Diese ist aber fast immer deutlich größer als die Menge, die nur die Punktmengen enthält.
Im Gegensatz dazu bestimmt eine Basis eine Topologie eindeutig, sprich ist {\displaystyle {\mathcal {B}}} eine Basis sowohl von {\displaystyle {\mathcal {O}}_{1}} als auch von {\displaystyle {\mathcal {O}}_{2}}, so ist {\displaystyle {\mathcal {O}}_{1}={\mathcal {O}}_{2}}.

## Konstruktion von Topologien aus einer Basis
Die Tatsache, dass eine Basis die Topologie eindeutig bestimmt, kann zur Konstruktion von Topologien genutzt werden. Dafür erklärt man ein Mengensystem, das gewisse Voraussetzungen erfüllt, zur Basis. Genauer gilt:
Ist {\displaystyle {\mathcal {M}}} ein beliebiges Mengensystem von Teilmengen von {\displaystyle X}, für das gilt:
- Die Vereinigung aller Mengen aus {\displaystyle {\mathcal {M}}} ist gleich der Menge {\displaystyle X}.
- Jeder Schnitt zweier Mengen aus {\displaystyle {\mathcal {M}}} lässt sich als Vereinigung einer beliebigen Anzahl von Mengen aus {\displaystyle {\mathcal {M}}} schreiben.

Dann ist {\displaystyle {\mathcal {M}}} Basis einer eindeutig bestimmten Topologie auf {\displaystyle X}.
Die offenen Mengen in der so erzeugten Topologie sind dann genau diejenigen Mengen, die sich als Vereinigung von Mengen aus {\displaystyle {\mathcal {M}}} darstellen lassen.

## Bemerkungen
- Jede topologische Basis von {\displaystyle (X,{\mathcal {O}})} ist eine Subbasis von {\displaystyle (X,{\mathcal {O}})}, der Basisbegriff verschärft also den Begriff Subbasis.
- Der Begriff der topologischen Basis ist nicht zu verwechseln mit der Basis eines Vektorraumes, erstere ist eine Menge offener Mengen, zweitere eine Menge von Vektoren, im Falle topologischer Vektorräume also eine Menge von Punkten. Die Begriffe weisen insofern eine Parallele auf, dass beide die Gesamtstruktur in einem gewissen Sinne erzeugen, allerdings wird für eine topologische Basis in keiner Weise Minimalität gefordert.

## Basis der abgeschlossenen Mengen
Dual zu dem obigen Basisbegriff, der für die offenen Mengen gilt, lässt sich auch eine Basis der abgeschlossenen Mengen definieren. Dabei wird ein Mengensystem {\displaystyle {\mathcal {C}}} eine Basis der abgeschlossenen Mengen genannt, wenn sich jede abgeschlossene Menge der Topologie {\displaystyle {\mathcal {O}}} als Schnitt von Mengen aus {\displaystyle {\mathcal {C}}} schreiben lässt. Äquivalent dazu sind die folgenden beiden Charakterisierungen:
- Zu jeder abgeschlossenen Menge {\displaystyle A} und jedem {\displaystyle x} aus {\displaystyle X\setminus A} existiert ein {\displaystyle C\in {\mathcal {C}}}, so dass {\displaystyle A\subset C} und {\displaystyle x\notin C}.
- Jede Vereinigung von zwei Mengen aus {\displaystyle {\mathcal {C}}} lässt sich als Schnitt von Mengen aus {\displaystyle {\mathcal {C}}} darstellen und es gilt {\displaystyle \bigcap _{C\in {\mathcal {C}}}C=\emptyset }.

Basen der abgeschlossenen Mengen treten beispielsweise bei der Charakterisierung von T3a-Räumen auf.